# Chanoc
Chanoc es una serie de historieta de aventuras y comedia que se desarrolla en el Golfo de México, en el pequeño pueblo de Ixtac. Fue creada en 1959 por el escritor Martín de Lucenay y el dibujante Ángel Mora. Tras la muerte de Lucenay, la historia fue continuada por Pedro Zapiain Fernández y posteriormente por diversos argumentistas, como Conrado de la Torre.

## Trayectoria editorial
Cuenta Carlos Z. Vigil, primer director de Chanoc, en una entrevista realizada por Juan Manuel Aurrecoechea, que en cierta ocasión se presentó a la editorial el doctor Ángel Martín de Lucenay; traía una propuesta para una nueva historieta; antes, se la habían rechazado como guion cinematográfico. El nuevo proyecto fue bautizado con el nombre de Chanoc, y le fue encargada la realización gráfica a Ángel Mora. La revista apareció en los puestos de periódicos el 15 de octubre de 1959, costaba un peso, tenía 32 páginas más la portada, impresas a todo color, bajo el sello de Publicaciones Herrerías.
Apenas una veintena de episodios habían salido cuando falleció el doctor Ángel Martín de Lucenay. Al quite, fue invitado el joven escritor Pedro Zapiain Fernández, quien inicialmente siguió la línea argumental trazada por el autor original. Poco a poco, Pedro Zapiáin y Ángel Mora imprimieron un nuevo sello a la historieta. Aparecieron nuevos personajes, como Patalarga, el pescador con pata de palo; el niño negro Merecumbé; los caníbales Puk y Suk, que intentaban almorzarse a Tsekub Baloyán, y muchos otros más.
Varios fueron los artistas que engalanaron los forros de Chanoc; entre ellos, los pintores Landa y José Luis Gutiérrez (ambos como portadistas); Guillermo Vigil, quien después crearía la historieta El Payo; Antonio Morales, el argumentista de Viruta y Capulina, y Antonio Salazar Berber, el primer caricaturista de temas deportivos y creador de las mascotas de los equipos de futbol mexicano. Conrado de la Torre fue el argumentista que suplió a Pedro Zapiáin Fernández después de que éste falleció en 1979.
A mediados de los años 90, Editorial Enigma publicó algunos números especiales de la revista Chanoc, prologados por Carlos Monsiváis, Raúl Orvañanos y Paco Ignacio Taibo II, entre otros; el dibujo siguió a cargo de Ángel Mora, mientras que los guiones fueron escritos por Martha Mora y Pablo Rodríguez. Poco después, Novedades Editores lanzó nuevamente la publicación, con Ángel Mora al frente de la parte artística y M. P. Romo (seudónimo conjunto de Martha Mora y Pablo Rodríguez) a cargo de los guiones.

## Argumento
Chanoc, pescador de oficio y aventurero por vocación, protagoniza las historias más emocionantes siempre acompañado de su padrino Tsekub Baloyán, quien siempre lo llamará afectuosamente “cachorro”, a pesar de ser él quien lo salva de apuros y de hacer el ridículo.
Inicialmente los personajes principales de la revista fueron: Chanoc, Tsekub y Maley. Chanoc es un joven atrabancado, pescador de perlas a quien el sabio Tsekub —su padrino— y buen bebedor de "cañabar" (ron, que realmente existe en la zona Golfo Centro) le pone freno y trata de orientarlo por el buen camino. Maley es la novia de Chanoc, ambos están muy enamorados pero Chanoc rehúye al compromiso. Todo se desarrolla en el mítico puerto de Ixtac. Los nombres de personaje y lugares son de origen maya, Chanoc es el nombre de una deidad cuyo color distintivo es el Rojo, de ahí que Chanoc porte una camiseta del mismo color.

## Personajes
- Chanoc
- Tsekub Baloyán
- Maley
- Merecumbé
- Pata Larga
- El negro Sobuca
- El jefe Anclitas
- El Baturro (el dueño del bar "El Perico Marinero")
- Rogaciana la chilera
- Puk
- Suk
- Brujilio
- Cornudelio
- El jefe Sauka
- Poco Pelo Pelch
- El profesor Nimbus
- Jonapú el carretonero
- Trucson
- El robot Sócrates
- Jack Pender
- Macotela
- Jagú (El jaguar)

## Adaptaciones cinematográficas
El 7 de abril de 1967, se estrenó la película Chanoc, dirigida por Rogelio A. González, escrita por Ángel Mora y Carlos Enrique Taboada, y donde actuaron Andrés García como Chanoc, Chano Urueta como Tsekub Baloyán, Barbara Angely, Armando Acosta, Antonio Raxel, José Chávez, Sandra Chávez, Julián de Meriche, Nathanael León, Carlos Nieto y Jorge Zamora.
En 1970, se estrenó Chanoc en las garras de las fieras, dirigida por Gilberto Martínez Solares y protagonizada por Germán Valdés «Tin-Tan» (Tzekub Bayolán), Gregorio Casal (Chanoc), Barbara Angely, Leticia Robles, René Cardona, Antonio Raxel y Ramón Valdés.
En 1972, se estrenó Chanoc contra el tigre y el vampiro, dirigida por Gilberto Martínez Solares e interpretada por Germán Valdés (Tzekub Baloyán), Gregorio Casal (Chanoc), Lina Marín, Aurora Clavel, Marisa Becker y Ramón Valdés y la primera aparicíon del chimpancé Chucho-Chucho.
En 1973, se estrenó la película de terror Chanoc en las tarántulas, dirigida por Gilberto Martínez Solares, guion de Rafael Pérez Grovas e interpretada por Humberto Gurza (Chanoc), Germán Valdés (Tzekub Baloyán), Anel Noreña, Fanny Kaufman «Vitola», Miguel Gurza,  Fedra, Ramón Valdés y el chimpancé Chucho-Chucho. La producción estuvo a cargo de Rafael Pérez Grovas; la fotografía, de Raúl Martínez Solares, y la música, de Manuel Esperón.
En 1975, se estrenó Chanoc en el foso de las serpientes, dirigida por Gilberto Martínez Solares e interpretada por Humberto Gurza (Chanoc), Ramón Valdés (Tzekub), Rosalba Brambila,  Miguel Gurza (Chacal), Juan Garza (Pedro), Jorge Mancilla, Nicolás Jasso, Guillermo Ayala, José Martí, Gerardo Zepeda «El Chiquilín» y el chimpancé Chucho-Chucho.
En 1977, se estrenó Chanoc en la isla de los muertos, dirigida por Rafael Pérez Grovas e interpretada por Humberto Gurza (Chanoc), Ramón Valdés (Tzekub), Karime Moisés El Juve, Carlos Zugasti, Rafael Lara, Alberto Catani, Rafael Pérez Grovas, Juan Garza, Luis Gonzaga, Guillermo Ayala y el chimpancé Chucho-Chucho.
En 1979, se estrenó Chanoc en el Circo Unión, dirigida por Rafael Pérez Grovas e interpretada por Alejandro Fuentes como Chanoc, Ramón Valdés como Tsekub, Diana Torres, Marco de Carlo, Mario Cid, Ernesto Morán y Guillermo Ayala.
En 1981, se filmó la película Chanoc y el Hijo del Santo contra los vampiros asesinos, dirigida por Rafael Pérez Grovas y donde actuaron Nelson Velázquez (Chanoc), Hijo del Santo, Arturo Cobo «Cobitos» (Tzekub), Rubi Re, Marcos Vargas y Carlos Suárez. Se estrenó en 1983.